# Barlowia zelotes
Barlowia zelotes är en fjärilsart som beskrevs av Talbot 1929. Barlowia zelotes ingår i släktet Barlowia och familjen tofsspinnare. Inga underarter finns listade i Catalogue of Life.